# Notiothops llolleo
Notiothops llolleo är en spindelart som beskrevs av Platnick, Grismado och Ramírez 1999. Notiothops llolleo ingår i släktet Notiothops och familjen Palpimanidae. Inga underarter finns listade i Catalogue of Life.